# Bridge (Netzwerk)

Eine Bridge im OSI-Netzwerkmodell

Eine Bridge (deutsch „Brücke“) verbindet im Computernetz zwei Segmente auf der Ebene der Schicht 2 (Sicherungsschicht) des OSI-Modells. Eine Bridge kann auf der Unterschicht MAC oder der Unterschicht LLC arbeiten. Sie wird dann MAC-Bridge oder LLC-Bridge genannt. Eine weitere Unterscheidung ergibt sich durch die Art der Leitwegermittlung von Datenpaketen in Transparent Bridge und Source Routing Bridge.
Eine MAC-Bridge (IEEE 802.1D) wird hauptsächlich eingesetzt, um ein Netz in verschiedene Kollisionsdomänen aufzuteilen. Somit kann die Last in großen Netzen vermindert werden, da jeder Netzstrang nur die Pakete empfängt, deren Empfänger sich auch in diesem Netz befindet. Auch dienten solche Bridges dazu, Standorte über meist langsamere WAN-Links, wie z. B. ISDN oder X.25, miteinander zu koppeln. Eine MAC-Bridge verbindet Netze mit gleichen Zugriffsverfahren.
Die LLC-Bridge (auch Remote-Bridge oder Translation Bridge) wird verwendet, um zwei Teilnetze mit verschiedenen Zugriffsverfahren (z. B. CSMA/CD und Token-Passing) zu koppeln und besteht (idealisiert) aus zwei Teilen, die miteinander verbunden sind, wobei das Medium zwischen beiden Teilen hierbei egal ist. Innerhalb der LLC-Bridge findet eine Umsetzung (Translation) statt. Bei dieser Umsetzung werden alle Parameter des Quellnetzes (wie MAC-Adresse, Größe und Aufbau des MAC-Frames) an das Zielnetz angepasst, soweit diese vom Zielnetz unterstützt werden. Eine solche Übersetzung ist nicht immer direkt möglich. Bei Inkompatibilität der Netze muss teilweise der Umweg über Router-Funktionalität gegangen werden.
Eine Transparente Bridge lernt, welche MAC-Adressen sich in welchem Teilnetz befinden. Die Bridge lernt mögliche Empfänger, indem die Absender von Paketen in den einzelnen Teilnetzen in eine interne Weiterleitungstabelle eingetragen werden. Anhand dieser Informationen kann die Bridge den Weg zum Empfänger bestimmen. Die Absenderadressen werden laufend aktualisiert, um Änderungen sofort zu erkennen. Eine Source Routing Bridge besitzt keine Weiterleitungstabelle. Hier muss der Sender die Informationen zur Weiterleitung zum Ziel bereitstellen.
Ein Paket muss nur dann an alle Teilnetze gesendet werden, wenn der Empfänger nicht in dieser Tabelle eingetragen ist und das Zielnetz somit nicht bekannt ist. Ein Broadcast wird stets in alle Teilnetze übertragen.
Ein leicht verständliches Beispiel einer Bridge ist eine Laser-Bridge, die per Laserstrahl Datenaustausch zwischen zwei Gebäuden ermöglicht. In jedem Gebäude steht ein Teil, der aus einem Netzport und einer Laser-Sende- und Empfangseinheit besteht, trotzdem liegen die beiden Netzports im selben logischen Netz.
Allen Bridge-Arten ist gemeinsam, dass ihre (Netz-)Ports im Promiscuous Mode arbeiten, so werden alle Pakete empfangen, dann erfolgt eine Überprüfung (Checksum), sodass nur korrekte Frames weitergesendet werden. Weiterhin wird im ungelernten Zustand jedes eingehende Paket an alle Ports gesendet, außer an den Port, durch den das Paket empfangen wurde.
Bridges können redundant ausgelegt werden, um den Ausfall einer Bridge zu kompensieren. Um dabei die mehrfache Weiterleitung von Datenpaketen zu unterdrücken, muss ein passendes Kommunikationsprotokoll, z. B. das Spanning Tree Protocol oder Trunking, Meshing usw. unterstützt werden.

## Bridges vs. Switches
Es gibt in der Fachliteratur keine eindeutige Einteilung der Technik, die Bridges oder Switches definieren. Switches arbeiten als transparente Bridges, haben jedoch eine höhere Durchsatzleistung und mehr Ports. Hinzu kommt, dass moderne Switches auch häufig mit einer Layer 3 Instance, einem einfachen Router, ausgestattet werden. Allgemein wurden Bridges etwa ab 1985 zum Segmentieren (Verkleinern der Kollisionsdomäne) von Netzen und zum Verbinden unterschiedlicher Architekturen (z. B. Ethernet – TokenRing) entwickelt und vermarktet. Switches wurden erst viel später (1990) entwickelt. Sie können alternativ zu einem Router zur Verkleinerung einer Kollisionsdomäne verwendet werden, wenn keine Trennung auf der Schicht 2 benötigt wird.
Zur Verkleinerung der Kollisionsdomäne erhält ein Switch möglichst viele Ports, an die jeweils nur wenige Geräte – im Idealfall eins – angeschlossen wird. Zusätzlich stellen ein oder mehrere sogenannte Uplink-Ports Verbindungen zum nächsten Switch bzw. Router her. Oft, aber nicht notwendigerweise sind Uplink-Ports in einer schnelleren oder höherwertigen (Ethernet-)Technik realisiert, als die anderen Ports (z. B. Gigabit-Ethernet statt Fast-Ethernet oder Glasfaserkabel anstatt Twisted-Pair-Kupferkabel). Nicht modulare Switches haben in der Regel mindestens vier bis maximal etwa 48 Ports. Große „modulare“ Switches können je nach Modell zu Einheiten mit mehreren hundert Ports konfiguriert werden. Im Gegensatz zu Bridges können Switches mehrere Pakete zeitgleich zwischen verschiedenen Portpaaren übertragen. Am Ehesten entspricht eine Bridge einem Switch im Betriebsmodus Store and Forward mit meist nur zwei Ports: a switch is a multiport bridge (ein Switch ist eine Mehrport-Bridge) lautete noch 1991 ein Lehrspruch von Cisco Systems, seit der Übernahme von Kalpana 1994 geht man bei Cisco differenzierter mit dem Thema um.
In den Anfangszeiten der Switch-Technik waren auch Port-Switches verbreitet. Dies waren preisgünstigere Geräte, welche über einen dedizierten Uplink-Port verfügten und an den restlichen Ports lediglich eine MAC-Adresse pro Port speichern konnten. Bridges hingegen können stets viele MAC-Adressen in ihrer internen SAT (Source Address Table) speichern. Umgekehrt benötigen Bridges zum Anschluss mehrerer Geräte oft externe Verteiler, z. B. Hubs.
In der Regel können Bridges und Switches Netzwerke mit verschiedenen Übertragungsgeschwindigkeiten miteinander verbinden. Bridges können meist sowohl auf MAC- als auch auf LLC-Basis arbeiten, Switches hingegen arbeiten auf MAC-Basis. Switches können folglich keine unterschiedlichen Architekturen (z. B. Ethernet – Token Ring) überbrücken. Da Ethernet den Markt dominiert, hat die Überbrückung verschiedener LAN-Architekturen nur eine geringe Bedeutung. Nicht zuletzt deshalb sind Bridges mittlerweile Nischenprodukte.
Bei größeren Switches, genau so wie bei leistungsstarken Bridges, kann für jedes verbundene Netzwerk-Segment eine bestimmte Bandbreite festgelegt werden, auch können bestimmte Dienste priorisiert werden (Quality of Service). Daneben unterstützen große moderne Switches eine Vielzahl von Protokollen und Verfahren (z. B. Discovery-Protokolle, VLANs, MANs, QoS, Layer 3 Instance mit diversen Routing-Protokollen, Management-Protokolle (SNMP, RMON, Syslog), Infrastruktur-Protokolle (DHCP-Server, BOOTP/TFTP-Server, FTP-Server, SSH-Server), Sonderbehandlung für spezielle Protokolle (DHCP und BOOTP Relay-Agent), Sicherheits-Features (Layer 2 bis 4 ACLs, Gratuitous ARP Protection, DHCP-Enforcement, MAC-Lockdown, Broadcasting-Kontrolle, Ingress-Filter), Redundanz-Protokolle (VRRP) usw.). Dabei verschwimmen auch die Unterschiede zu Routern immer mehr.

## Bridges und Virtualisierung
Bridges, die innerhalb eines Betriebssystems eingerichtet werden, spielen eine große Rolle beim Thema Virtualisierung. Hierbei wird ein sogenanntes Bridgedevice eingerichtet, welches eine reelle Netzwerkkarte um virtuelle Netzwerkkarten erweitert und diese wie eine Bridge verbindet. Diese Schnittstellen werden dem virtualisierten Gastsystem als (virtuelle) Netzwerkkarten zur Verfügung gestellt. Erst über diese Netzwerkkarten wird die externe Netzwerkkommunikation eines Gastsystems über die reale Netzwerkschnittstelle des Hostsystems auch nach außen möglich.

## Software-Bridges
Neben dedizierter Hardware kann man auch Computer auf macOS-, BSD-, DOS-, Linux- oder Windows-XP-Basis als Bridge-Lösungen einsetzen. Eine spezielle Hardware arbeitet zwar überwiegend robuster und durch die spezielle Architektur auch schneller; dennoch bestechen gerade Linux- und BSD-Versionen durch eine umfangreiche Unterstützung verschiedenster Netzwerkkarten und Protokolle. Leistungsbegrenzend wirken aber die geringen Datendurchsatzraten und die relativ hohen Latenzzeiten der bei PCs gängigen Bus-Systeme. Niemals erreichen PCs die Durchsatzraten von Switches und nur selten die von Bridges. Allgemein haben Software-Router auf PC- oder Workstationbasis oft einen weiteren Nachteil, den relativ hohen Stromverbrauch. Bereits nach einem Jahr können die Stromkosten höher sein, als der Preis für ein kleines Kompaktgerät. Manche Bridges nennen sich zwar Hardware-Bridges, bestehen aber tatsächlich aus PC-Komponenten. Lediglich das Gehäuse oder die zum Teil mechanisch veränderten PCI-Steckplätze und das Betriebssystem erwecken den Anschein eines Spezialsystems. Zwar arbeiten diese Systeme meist sehr robust und zuverlässig; dennoch wird auch hier das Bridging per Software und ohne spezielle Hardwareunterstützung durchgeführt.

## BRouter
Geräte, die die Funktion von Bridges und Routern vereinen, nennt man gelegentlich BRouter. Häufiger findet sich fälschlicherweise der Begriff Layer-3-Switch. Ein Layer-3-Switch ist jedoch nicht genau dasselbe wie ein BRouter.